# Langley (Norfolk)
Langley is een plaats in het Engelse graafschap Norfolk en vormt samen met Hardley de civil parish Langley with Hardley. Volgens een census in 1931 telde Langley toen 270 inwoners. Langley komt in het Domesday Book (1086) voor als 'Langale'/'North Langale'.
St Michael's church werd in de 14e eeuw herbouwd en bij een restauratie rond 1803 voorzien van gebrandschilderd glas.